# Warownia Dolna
Warownia Dolna – jedna ze skał w rezerwacie przyrody Skamieniałe Miasto na Pogórzu Ciężkowickim. Znajduje się w Ciężkowicach, a dojście do niej prowadzi od parkingu znajdującego się około 1 km od centrum Ciężkowic, po lewej stronie drogi wojewódzkiej nr 977 z Tarnowa do Gorlic. Przy parkingu znajduje się miejsce biwakowe dla turystów, bufet, tablice informacyjne, skała Grunwald i Źródło Zdrowej Wody. Drewniany łuk pomiędzy Grunwaldem i Źródłem Zdrowej Wody oznacza miejsce, w którym rozpoczyna się niebiesko znakowany szlak turystyczny prowadzący przez Skamieniałe Miasto. Wychodnia Dolna jest pierwszą ze skał znajdujących się przy tym szlaku. Zaraz powyżej niej znajduje się skała Warownia Górna, szlak turystyczny prowadzi pomiędzy nimi.
Nazwa skał Warownia Górna i Warownia Dolna związana jest z legendą, według której skały te były dawniej basztami strzegącymi wjazdu do miasta. Na basztach czuwali strażnicy, ich zadaniem było ostrzeganie mieszkańców miasta o zagrożeniach i obrona. W basztach tych dostrzec można otwory strzelnicze, przez które strażnicy mogli ostrzelać najeźdźców. Niestety, za przewinienia jego mieszkańców miasto zostało ukarane – całe, wraz z warowniami zostało zamienione w kamienie. W rzeczywistości skały te są pozostałością dawnego kamieniołomu, i są to jedyne skały w rezerwacie nie będące dziełem natury, lecz wytworem rąk ludzkich. Kamienie wydobywano tutaj przed I wojną światową na nasypy pobliskiej linii kolejowej, a także do budowy domów. Niewydobyte pozostałości to właśnie warownie. Powyżej nich znajduje się jeszcze jedna, bezimienna wychodnia z jaskiniami, w których chowają się i hibernują nietoperze.
Obydwie warownie, podobnie zresztą jak wszystkie skały Skamieniałego Miasta, zbudowane są z piaskowca, który powstał w wyniku sedymentacji około 58 – 48 mln lat temu na dnie Oceanu Tetydy.
Dla wspinaczy skałkowych Warownia Dolna i Warownia Górna były atrakcyjnym obiektem wspinaczkowym i kiedyś wspinano się na nich z liną. Po utworzeniu rezerwatu przyrody zakazano wspinaczki na skały, gdyż podczas niej skały ulegają uszkodzeniu, w szczególności zaś rosnące na nich porosty.
U podstawy skały znajduje się duża nyża. Jest to Schronisko w Warowni Dolnej.

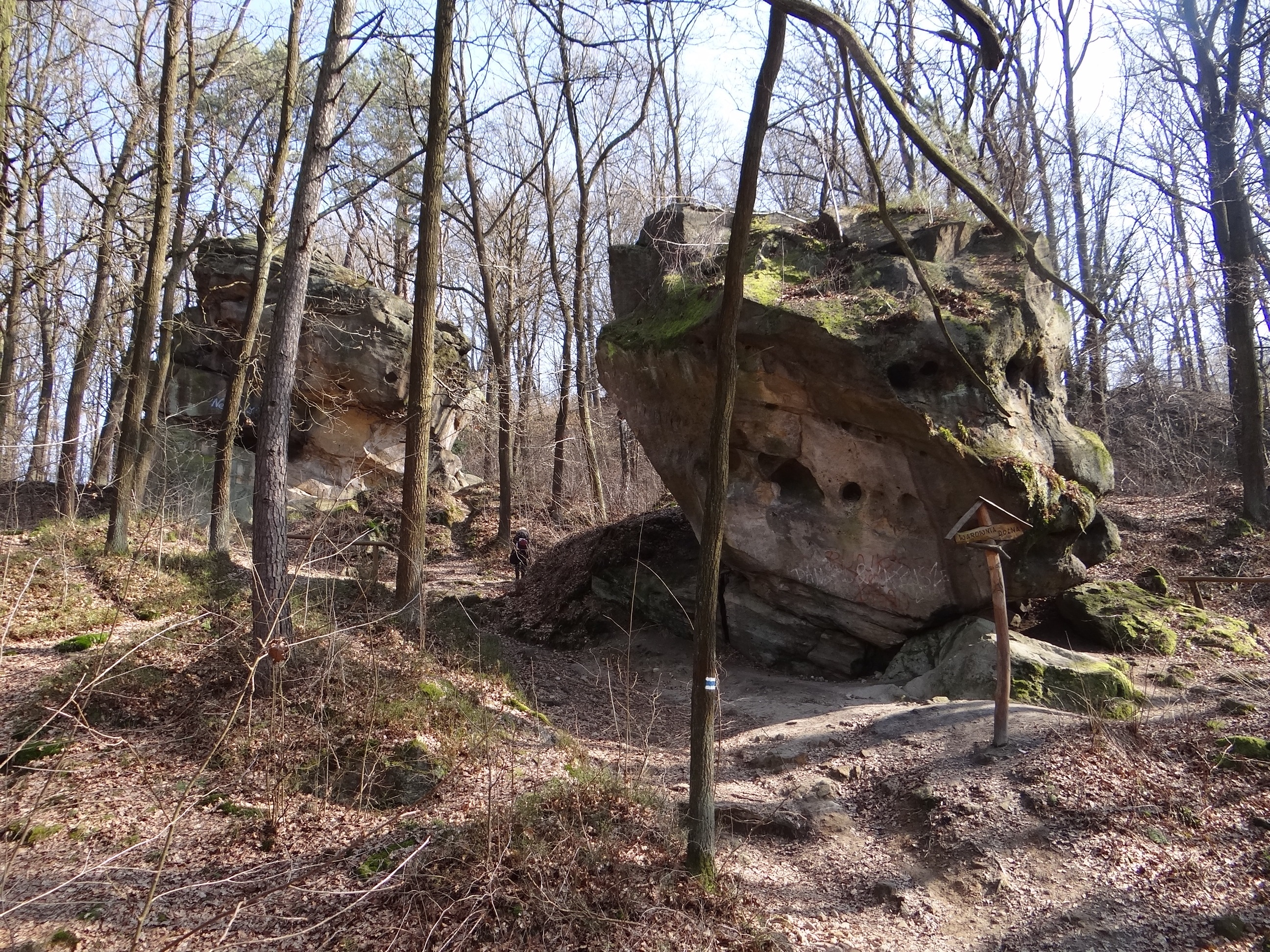
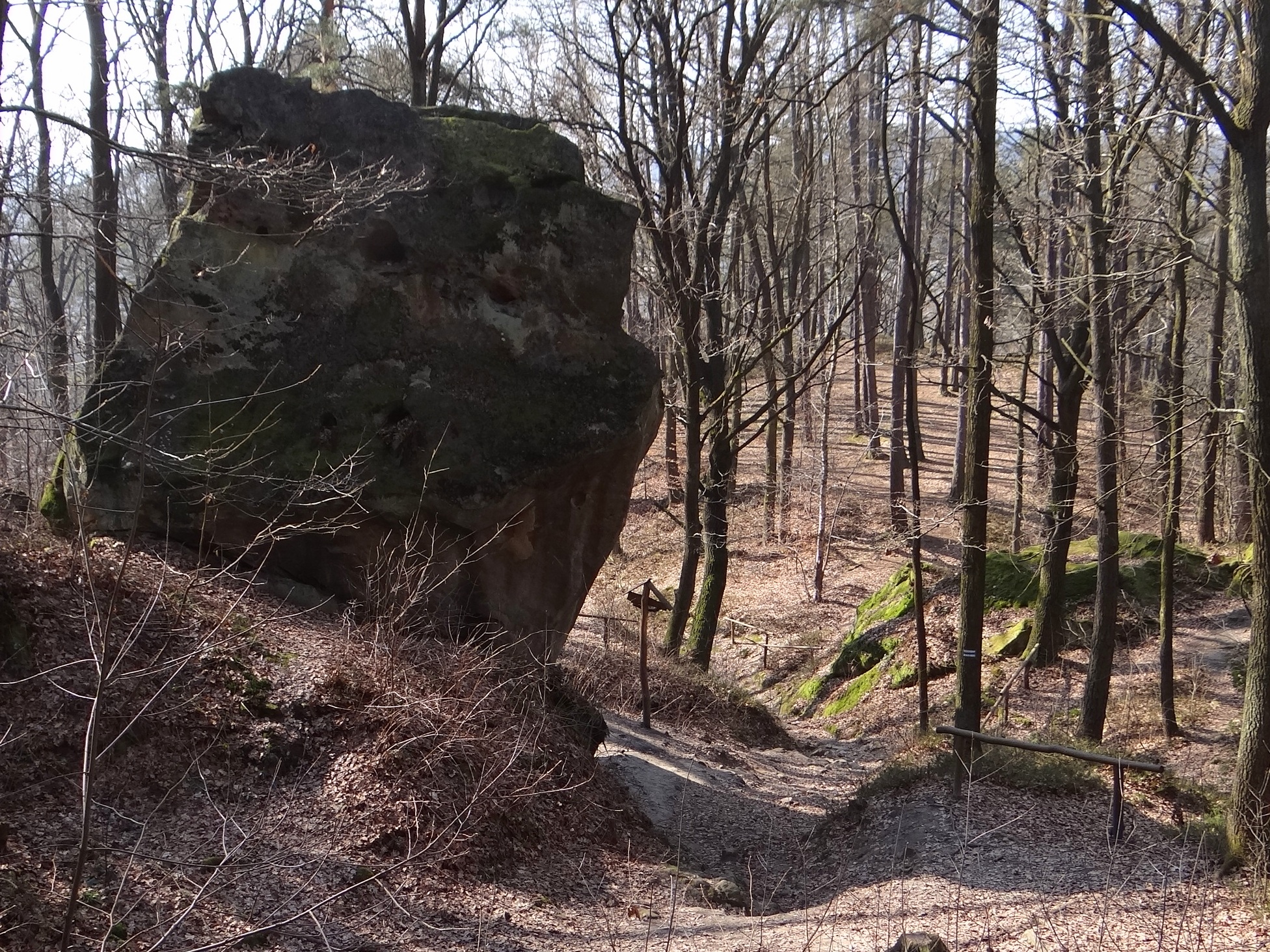
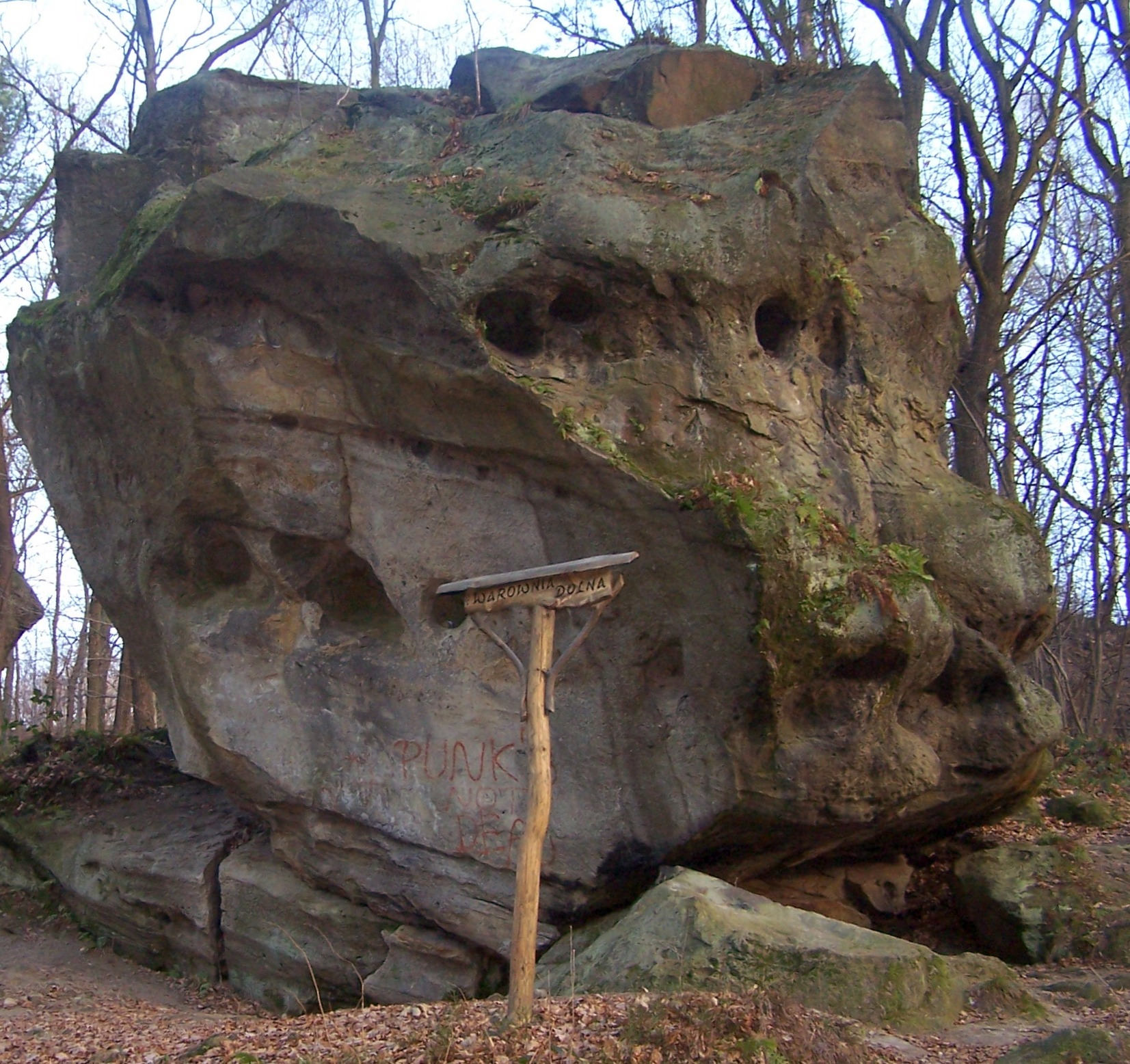
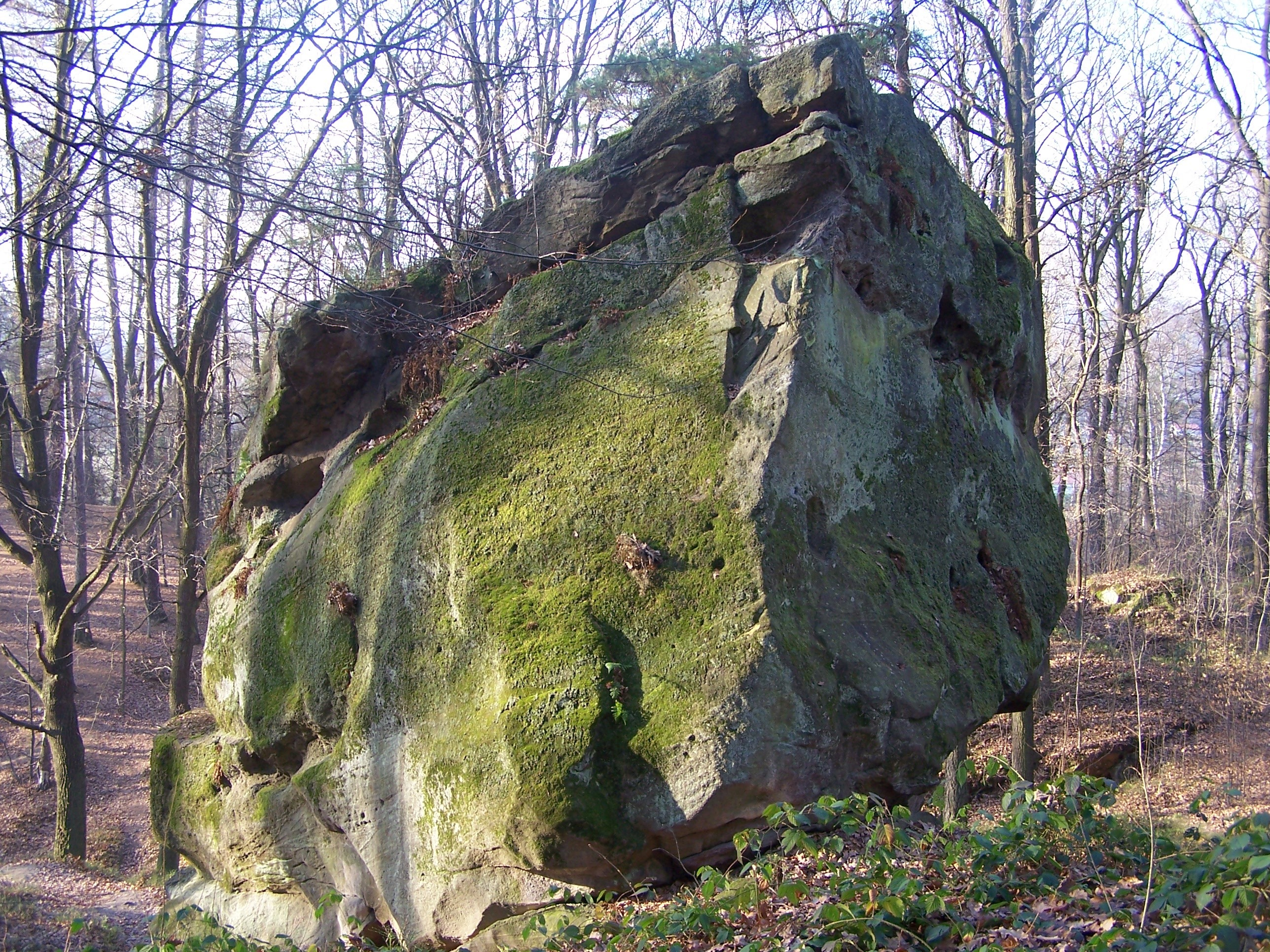
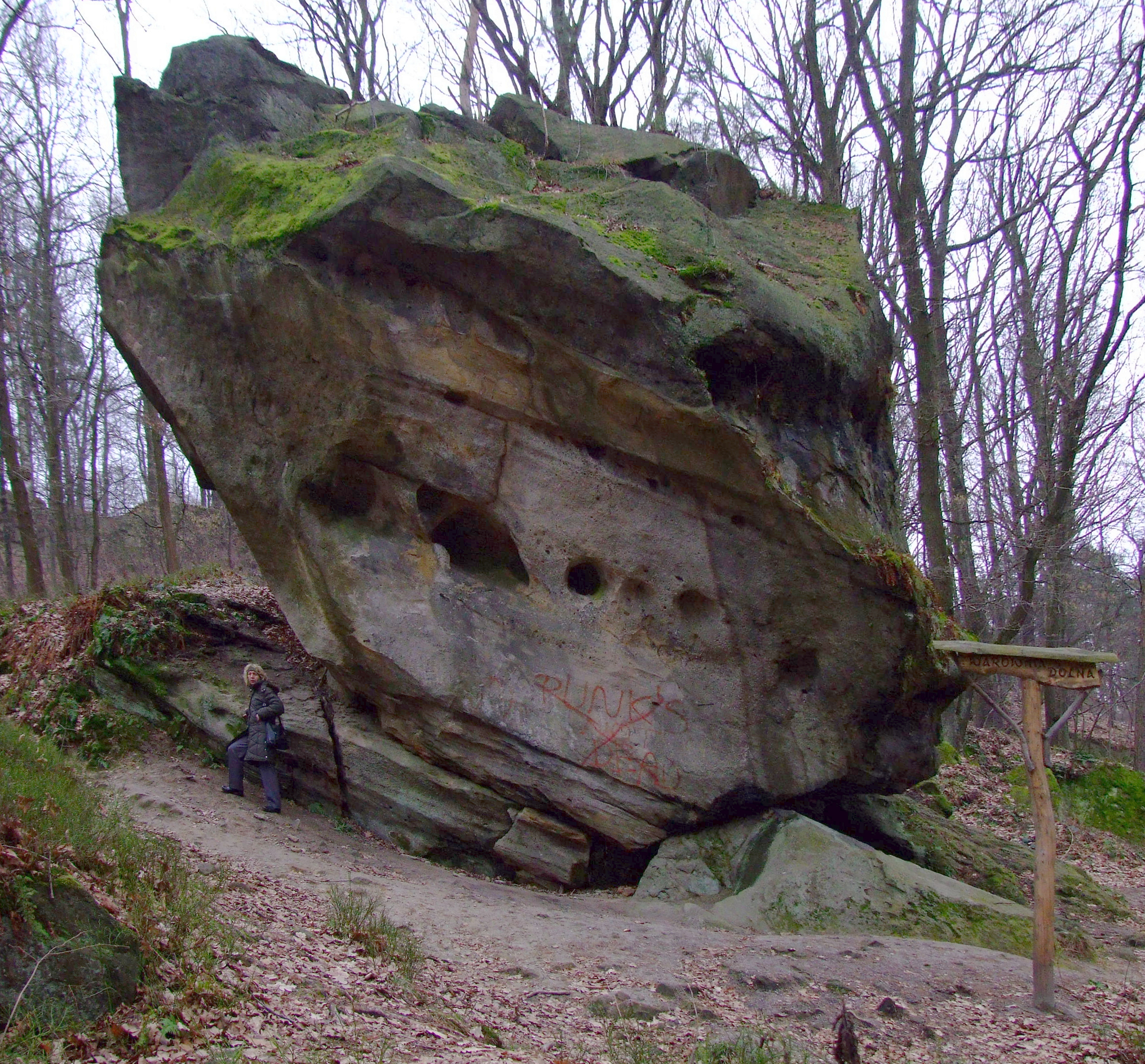